# Severin
För andra betydelser, se Severin (olika betydelser).
Severin är ett mansnamn, som även används som efternamn. Det är en modernare variant av den äldre formen Severinus. Namnet är bildat av det latinska adjektivet severus – ’allvarsam’, ’sträng’.
Namnet tillhör de ovanligaste i almanackan.
31 december 2009 fanns det totalt 855 personer i Sverige med namnet, varav endast 45 med det som tilltalsnamn.
År 2003 fick 7 pojkar namnet, men ingen fick det som tilltalsnamn.
Det är drygt 500 personer i Sverige som har det som efternamn.
Namnsdag: 23 oktober i både Sverige och Norge (sedan 1986, då namnet återinfördes på sin ursprungliga plats efter att ha varit utan namnsdag hela 1900-talet). I den finlandssvenska namnsdagslängden har Severin namnsdag 23 oktober sedan starten 1929, då en egen namnsdagskalender togs i bruk för finlandssvenskar, med en paus 1950–1972. Det finska motsvarande namnet, Severi, har dock funnits på samma dag i den finska kalendern sedan medeltiden. Severin delar namnsdag med Sören, som är en dansk form av Severin.

## Personer med Severin som förnamn

### Utan efternamn
- Severin (konstnär) (aktiv på 1650-talet), svensk målare

### Sorterade efter efternamnet
- Severin Blindenbacher - schweizisk ishockeyspelare
- Severin Blomstrand - justitieråd
- Severin Cavallin - psalmförfattare
- Bernhard Severin Ingemann - dansk psalmförfattare
- Willy Severin Karlsson - umeåkonstnär
- Peder Severin Krøyer - dansk målare
- Severin Nilsson - konstnär

## Personer med Severin som efternamn
- Erik Severin (1909–1978), ämbetsman och politiker, socialdemokrat
- Erik Severin (idrottare) (1879–1942), curlingspelare
- Erik Severin (ortoped)
- Frans Severin (1889–1972), tidningsman och politiker, syndikalist och socialdemokrat
- Gustaf Severin (1906–1973), barnläkare och militärläkare
- Hans Severin (död 1679), snapphane, avrättad
- Kid Severin (1909–2000),  journalist och författare
- Nils Severin, baptist
- Steven Severin, brittisk basist
- Tage Severin (1930–2016), skådespelare och sångare